# 足球經理2019
《足球经理2019》是由Sports Interactive開發，並由世嘉發行的足球題材模擬經營遊戲，是《足球經理2018》的續作。它定於2018年11月在全球Microsoft Windows、macOS、iOS、Android、任天堂Switch平台上發布。此外，《足球经理2019》宣布放弃先前存在的Linux版本的开发。

## 玩法
本遊戲提供世界上52個國家和地区可遊玩的聯隊，橫跨非洲、亞洲（包括澳洲）、歐洲、北美洲以及南美洲。大多數偏向歐洲球隊，而南非是非洲唯一可玩的國家。
游戏获得了12个国家25个级别联赛的完整授权，但是德国国家足球队依然没有获得授权。
作为《足球经理》系列的一款游戏，《足球经理2019》的游戏玩法与前作一脉相承。游戏玩法主要是球队经理管理一支足球队（俱乐部或国家队），玩家可以与球员签订合同、管理俱乐部财务并与球员进行球队谈话，模拟了现实世界的管理，俱乐部的AI所有者和董事会会根据各种因素来评判经理的表现。在本作中，游戏紧跟潮流，加入了视频助理裁判（VAR）。

## 發佈
|                         | 足球經理2019 Mobile | 足球經理2019 Touch | 足球經理2019 |
| ----------------------- | ------------------- | ------------------ | ------------ |
| 安卓                    | 是                  | 是                 | 否           |
| iOS                     | 是                  | 是                 | 否           |
| macOS (通过Steam)       | 否                  | 是                 | 是           |
| 微軟Windows (通过Steam) | 否                  | 是                 | 是           |
| 任天堂 Switch           | 否                  | 是                 | 否           |

## 评价
在评分网站Metacritic上，《足球经理2019》获得“普遍好评”，而《足球经理 2019 Touch for Switch》仅获得“褒贬不一或一般”的评价。